# 三菱UFJニコスpresents 松任谷正隆のDEAR PARTNER
『三菱UFJニコス presents 松任谷正隆のDEAR PARTNER』（みつびしユーエフジェイニコスプレゼンツまつとうやまさたかのディアパートナー）は、2010年1月3日より放送しているTOKYO FM制作のラジオ番組である。三菱UFJニコスの一社提供。

## 概要
前番組の『SEIKO Presents 松任谷正隆の time S pace』から、番組スポンサーを変更してリニューアルする形でスタート。パーソナリティの松任谷正隆が、上質なスタンダードを持つゲストを迎えて「一生つきあえるもの」をテーマとしたトーク番組である。お笑い芸人やスポーツ選手から、構成作家・脚本家・評論家まであらゆるジャンルを網羅したゲストが毎回登場している。
番組ホームページには、当該週及び過去の放送について要約したもの（ゲストとの対談、ゲストの「一生つきあえるもの」）や毎週更新の「松任谷正隆の一言」が掲載されている。

## 出演者
- パーソナリティ
  - 松任谷正隆
- アシスタント
  - 中井美穂

## 放送時間・ネット局
- 放送時間
  - 毎週日曜日…21:00 - 21:55
- ネット局
  - TOKYO FM（制作局）
  - @FM
  - FM OSAKA
  - FM FUKUOKA